# Аббаси
Аббаси (abbāsi), абаз, — персидская серебряная монета, впервые выпущенная около 1620 года при Аббасе I Великом и весившая 7,7 грамма (известны также тяжёлые аббаси, чеканенные по стандарту 9,22 г). 1 аббаси = 200 динаров = 4 шахи = 1⁄50 тумана.
Монета выпускалась различных типов и весовых стандартов, к середине XVIII века её вес понизился до 4,6 г. Чеканилась также на территориях, входивших в состав Персии — в Грузии, Азербайджане, Армении, а также в зависимых от Персии ханствах Кавказа — Гяндже, Шемахе, Нухе. К концу XVIII века выпуск аббаси постепенно прекращается.
В Грузии монета, известная под названием «абаз», чеканилась до 1833 года.